# Gare de Saint-Mariens - Saint-Yzan
La gare de Saint-Mariens - Saint-Yzan est une gare ferroviaire française de la ligne de Chartres à Bordeaux-Saint-Jean située sur le territoire de la commune de Saint-Yzan-de-Soudiac, à proximité de Saint-Mariens, dans le département de la Gironde, en région Nouvelle-Aquitaine.
C'est une gare de la société nationale des chemins de fer français (SNCF), desservie par des trains TER Nouvelle-Aquitaine.

## Situation ferroviaire
Établie à 47 m d'altitude, la gare de Saint-Mariens - Saint-Yzan est située au point kilométrique (PK) 572,657 de la ligne de Chartres à Bordeaux-Saint-Jean, entre les gares de Bussac et Cavignac.
C'est une ancienne gare de bifurcation avec la ligne de Châteauneuf-sur-Charente à Saint-Mariens - Saint-Yzan au nord-est (fermée), la ligne de Saint-Mariens - Saint-Yzan à Blaye à l'ouest (fermée), ainsi que la ligne desservant Coutras et Libourne via Marcenais au sud-est. Bien que fermée définitivement en 1965, une partie de cette dernière ligne a pu être sauvée par une association de chemin de fer touristique, sur la partie située entre Guîtres et Marcenais.
La gare ne disposant pas de voie en impasse, les trains terminus sont tout d'abord dirigés sur une ancienne voie de dépôt de traverses, libérant ainsi la ligne principale. Depuis le poste d'aiguillage situé au nord de la gare, les trains sont alors orientés sur une des deux voies de service faisant office de garage.

## Histoire
L'établissement est construit en 1873 sur les lignes de chemin de fer de l'État[réf. nécessaire]. De nombreuses ramifications permettent à l'époque de relier Blaye, Coutras (via Cavignac , Marcenais et Guîtres), Libourne, Bordeaux ou encore Saintes.

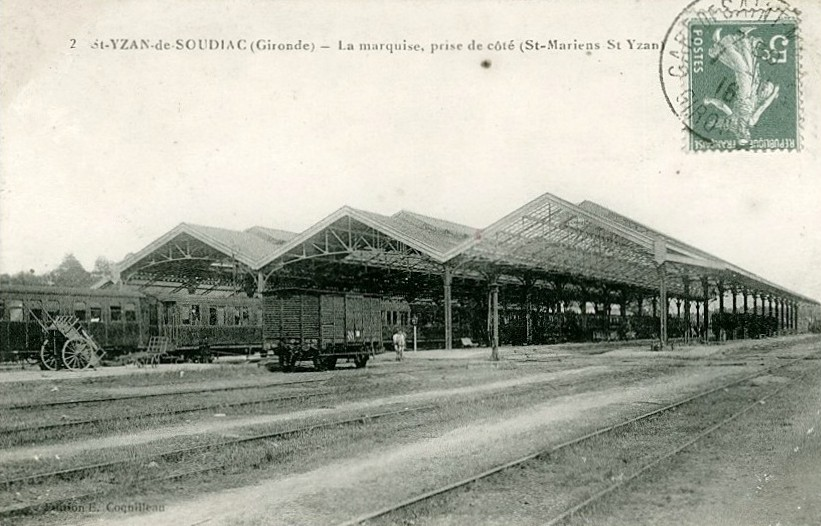
La gare au début du XXième siècle

Au regard de son importance géographique et des nombreux nœuds ferroviaires s'y raccordant, la gare dispose d'une quinzaine de voies, dont six recouvertes par une imposante marquise au début du vingtième siècle. Un dépôt de machines ainsi qu'une rotonde sont également présents au nord-est de la gare.
En 1872, la ligne de Châteauneuf-sur-Charente à Barbezieux entre en exploitation, et est prolongée en 1907 par le raccordement à Saint-Mariens/Saint-Yzan. Le 1er septembre 1938, le trafic voyageur est fermé, mais le fret continue à circuler de manière sporadique. Il ne subsiste aujourd'hui que la voie unique qui dessert Clérac, le reste étant intégralement déposé. Non déclassée, cette partie est mise en sommeil pendant les travaux de la LGV Sud-Europe-Atlantique, et partiellement réaménagée entre les PK 54,720 et 56,530. Bien que Dominique Bussereau ait fait le vœu dès 2009 d'une ligne TER entre les deux communes dès la mise en exploitation de la LGV en juillet 2017, la voie reste en attente d'une remise en service, et est envahie par la végétation.
La ligne vers Blaye est ouverte le 16 octobre 1873. Le service voyageur est fermé en décembre 1938, mais le fret continue à circuler épisodiquement jusque dans les années 1970. Cette ligne de 24,5 km n'a pas été déposée, mais son retour à l'exploitation reste à ce jour hypothétique, malgré les soutiens politiques locaux et le combat d'associations locales.
Un an plus tard, la gare connait sa dernière extension avec l'ouverture de la ligne Saint-Mariens - Coutras, via Cavignac, le 19 octobre 1874. Cet itinéraire permettait enfin aux trains de la Compagnie des Charentes de pouvoir rejoindre Bordeaux. La connexion directe avec la capitale régionale est devenue possible en 1886 lors de la construction d'un pont franchissant la Dordogne sur la commune de Cubzac-les-Ponts.
Les fermetures successives des lignes secondaires reliées à la gare de Saint-Mariens - Saint-Yzan, l'éviction des locomotives à vapeur dans les années 1970, ainsi que la forte baisse du transport de marchandises auront raison des très nombreux bâtiments et annexes du site à l'aube des années 2000.

## Fréquentation
De 2015 à 2023, selon les estimations de la SNCF, la fréquentation annuelle de la gare s'élève aux nombres indiqués dans le tableau ci-dessous.
| Année                     | 2015    | 2016    | 2017    | 2018    | 2019    | 2020    | 2021    | 2022    | 2023    |
| ------------------------- | ------- | ------- | ------- | ------- | ------- | ------- | ------- | ------- | ------- |
| Voyageurs seuls           | 115 857 | 116 995 | 127 040 | 133 983 | 153 384 | 106 345 | 141 111 | 197 906 | 230 206 |
| Voyageurs + non voyageurs | 144 821 | 146 244 | 158 800 | 167 479 | 191 730 | 132 931 | 176 389 | 247 382 | 287 758 |

## Service des voyageurs

### Accueil

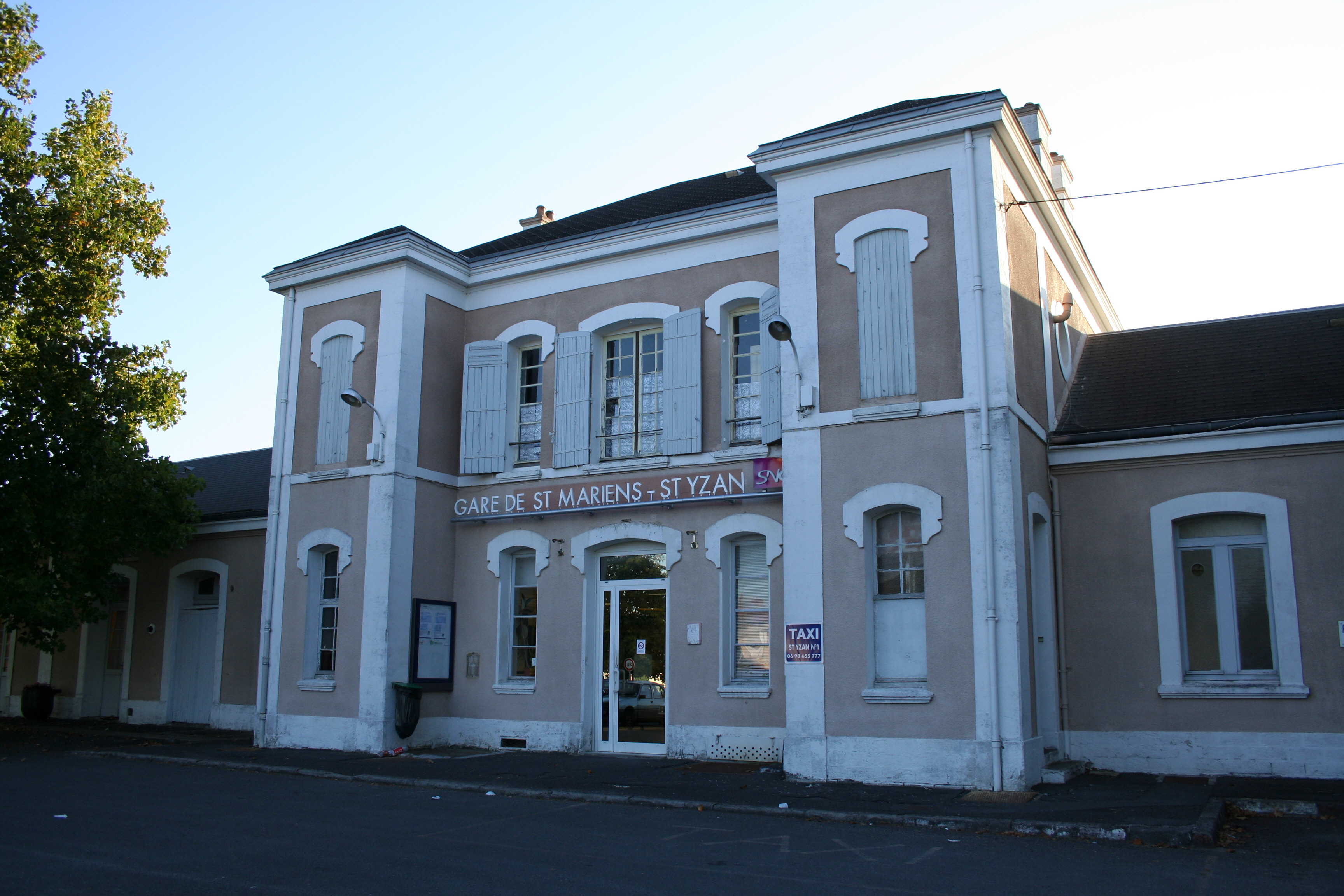
Le bâtiment voyageurs côté cour.

La gare SNCF dispose d'un bâtiment voyageurs, avec guichet, ouvert tous les jours. Elle est également équipée d'un automate pour l'achat de titres de transport . En 2016, les deux quais sont également dotés d'écrans permettant aux voyageurs de connaître les circulations.

### Desserte

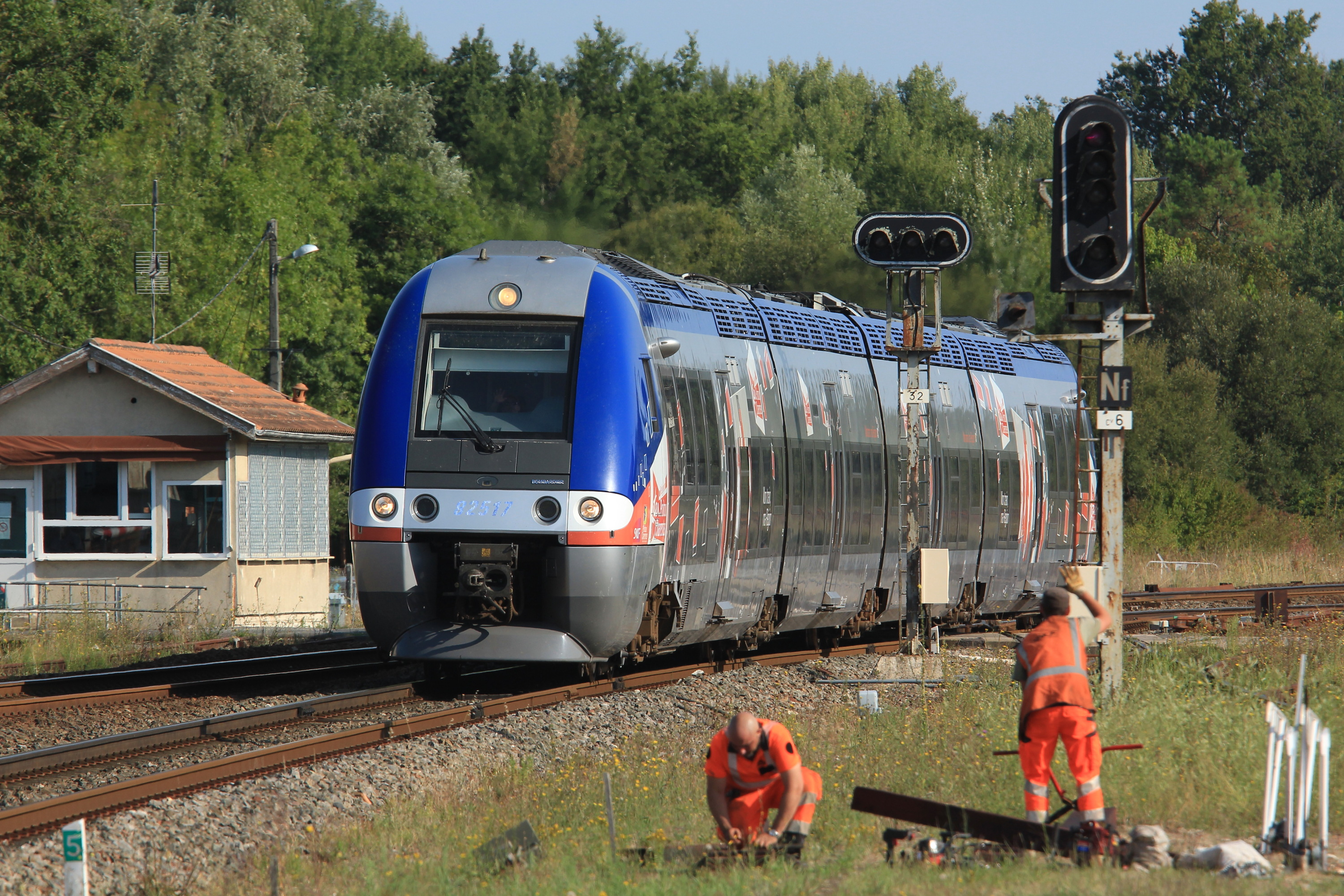
Un TER arrive en gare, franchissant le passage à niveau gardé n° 487 de la RD n°250, en amont de la gare.

La gare de Saint-Mariens - Saint-Yzan est desservie par les lignes 15 (Bordeaux <> La Rochelle) et 43.1U (Bordeaux <> Saint-Mariens - Saint-Yzan).
La ligne fait également partie du projet du RER Métropolitain de Bordeaux en tant que terminus de la future ligne 43U.

### Intermodalité
Un parking pour les véhicules est aménagé. Le 23 juin 2015, l'ancienne halle à marchandises est démolie, puis les voies la desservant sont déposées, et un parking de 77 places est créé quelques mois plus tard. En 2016, d'importants travaux sont également engagés devant la gare, place du 8 mai 1945, permettant de créer 41 places supplémentaires. L'ensemble de ces aménagements est le résultat d'accords passés entre la communauté de communes Latitude Nord Gironde, la Région et la SNCF.
La ligne est également desservie par la ligne 215 des cars régionaux de la Nouvelle-Aquitaine.

## Service des marchandises

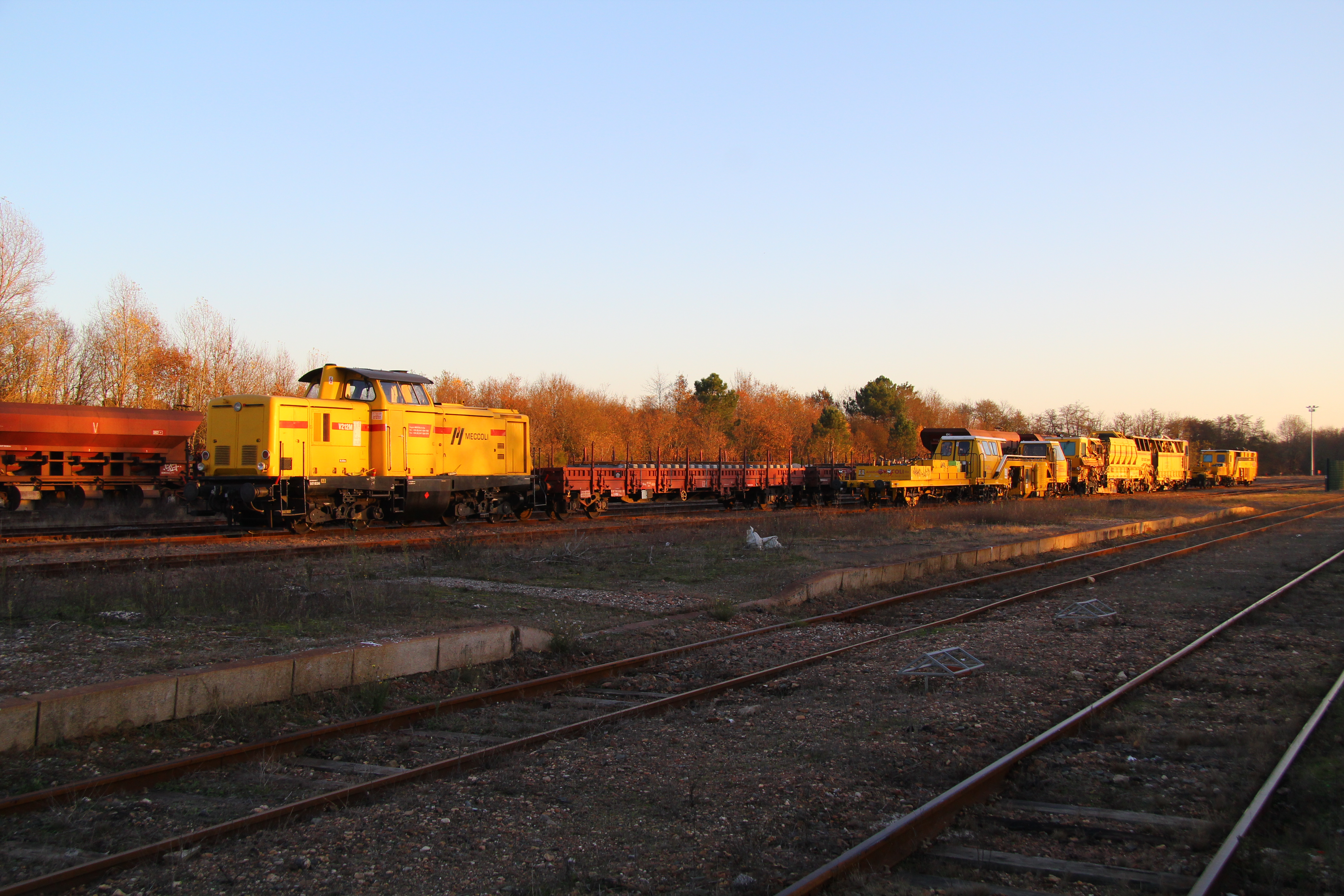
Stationnement de nombreux trains de travaux lors des travaux de création de la LGV Sud Europe Atlantique.

Les voies de service servent pour le remisage de trains de travaux ou de fret, ou encore de voies de secours. Entre 2014 et 2017, une intense circulation de trains de travaux de tous types et de trains de ballast apporte un regain d'activité autant diurne que nocturne à cette gare, celle-ci étant idéalement placée entre la base de travaux LGV de Clérac et le raccordement historique Bordeaux/Paris à Ambarès.
D'autre part, la présence d'une installation terminale embranchée (ITE) appartenant à EDF sert à la circulation de trains de déchets nucléaires à destination de l'usine de retraitement de La Hague (Cotentin), via Bordeaux-Saint-Jean. Cette ITE n'est qu'un lieu de stockage temporaire dans laquelle un convoi en provenance de la centrale nucléaire du Blayais transfère son chargement sur un wagon porte-conteneurs spécifique. Cette activité fait depuis longtemps l'objet de controverses relayées des associations antinucléaires et a donné lieu dans les années 2000 à des manifestations,.

## À la télévision
En juillet 2017, la gare est utilisée une journée pour le tournage du téléfilm Quelque chose a changé, produit par France 3 et réalisé par Jacques Santamaria. Pour les besoins du scénario, la gare est renommée au nom de Viroflay. Elle apparaît ainsi au début du téléfilm, dans une scène d'environ quatre minutes, avec les comédiens Pierre Arditi, Guillaume Carcaud et Julien Boissier-Descombes.